# Аграрна независимост
Аграрната независимост е икономическо състояние, при което определена държава произвежда достатъчно селскостопански продукти, за да задоволява собствените си нужди, без да се налага внос на такива продукти от други страни.
Аграрната независимост може да се постигне чрез увеличаване на производството на местни растителни видове по различен път. Обичайните технологии за това са използване на изкуствени торове и създаване на хибридни видове, които дават повече продукция.
Някои растителни видове могат да растат само в определени климатични условия. Например какаото и захарното цвекло растат в много горещ климат и не могат да се отглеждат при нормални условия в Европа. За тази цел се създават парници, където се поддържат високи температури и други необходими условия за развитие.